# 瑞典國家鐵路
（正式名稱為SJ公司）是一家由瑞典政府全资拥有的铁路客运公司，中文常將其稱為瑞典國家鐵路或瑞典國鐵。SJ是瑞典最大的鐵路客運業者，原是瑞典政府單位——瑞典国家铁路的铁路客运部门，於2001年公司化拆分出的鐵路客運公司。

## 概览
SJ AB所运营的业务大致可分为国家补贴和无补贴的业务。其无补贴的业务截至2011年主要垄断了瑞典大部分的长途列车服务。国家补贴的业务则通过参与竞争性投标获得。然而，也有部分列车服务介乎于这些类别之间，因为公共交通机构允许SJ通过付费而使其列车服务获得过境通行许可证。
SJ AB在成立后的几年间仍接受政府补助，但此后的利润率最高可达10%。瑞典的所有列车运营商均需向国家交通部支付线路的准入费用。
SJ AB也与网上拍卖网站Tradera合作，在线拍卖SJ空余的车票。

## 铁路车辆
SJ AB拥有约40组最高速度可达200公里/小时的X2型电力动车组（之前叫做X2000），并在SJ高速列车（瑞典語：SJ Snabbtåg）的品牌下运营。同时SJ还拥有约40组双层列车类别的X40型电力动车组。此外，SJ也保有一些车龄较大的X12和X14型电力动车组。SJ并未运营柴油动车组。
SJ AB已订购了20组X55型电力动车组（最高时速同样为200公里/小时），于2012年初投入运行。它采取与X2类似的内饰及座椅布局，也会被冠以SJ高速列车的品牌。SJ还宣布计划订购20组最高速度达250公里/小时的新型高速列车，至2013-2014年左右交付。

## 实名制购票
自2009年9月起，SJ要求每一位持预付费车票（许多列车的强制性购买方式）的乘客需要出示身份证明文件，它可以是北欧地区的身份证或任意护照。这是SJ为遏制低价车票黑市交易所采取的一项措施。

## 图库

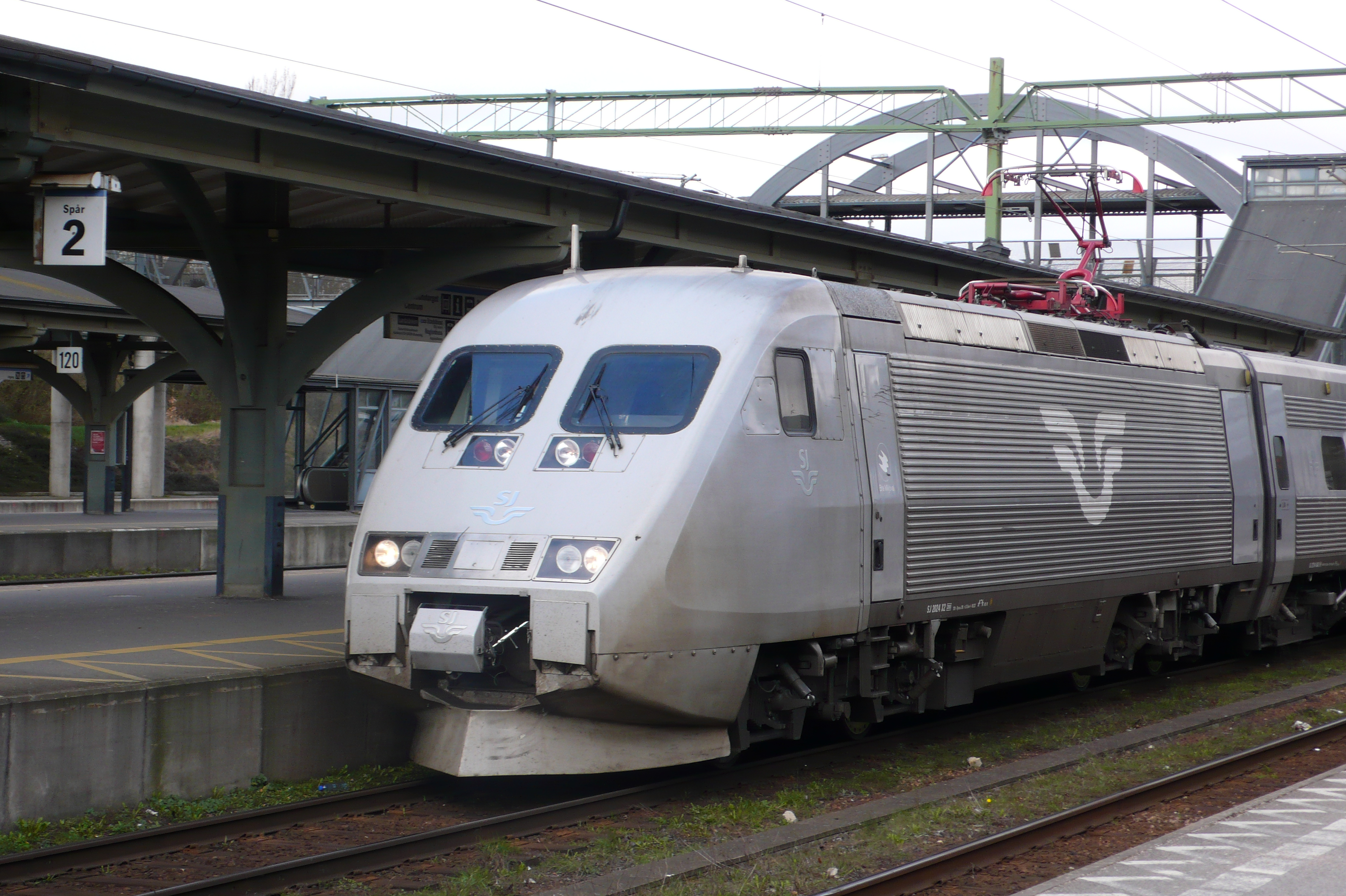
瑞典铁路最高速的X2000列车是一种 傾斜式列车.
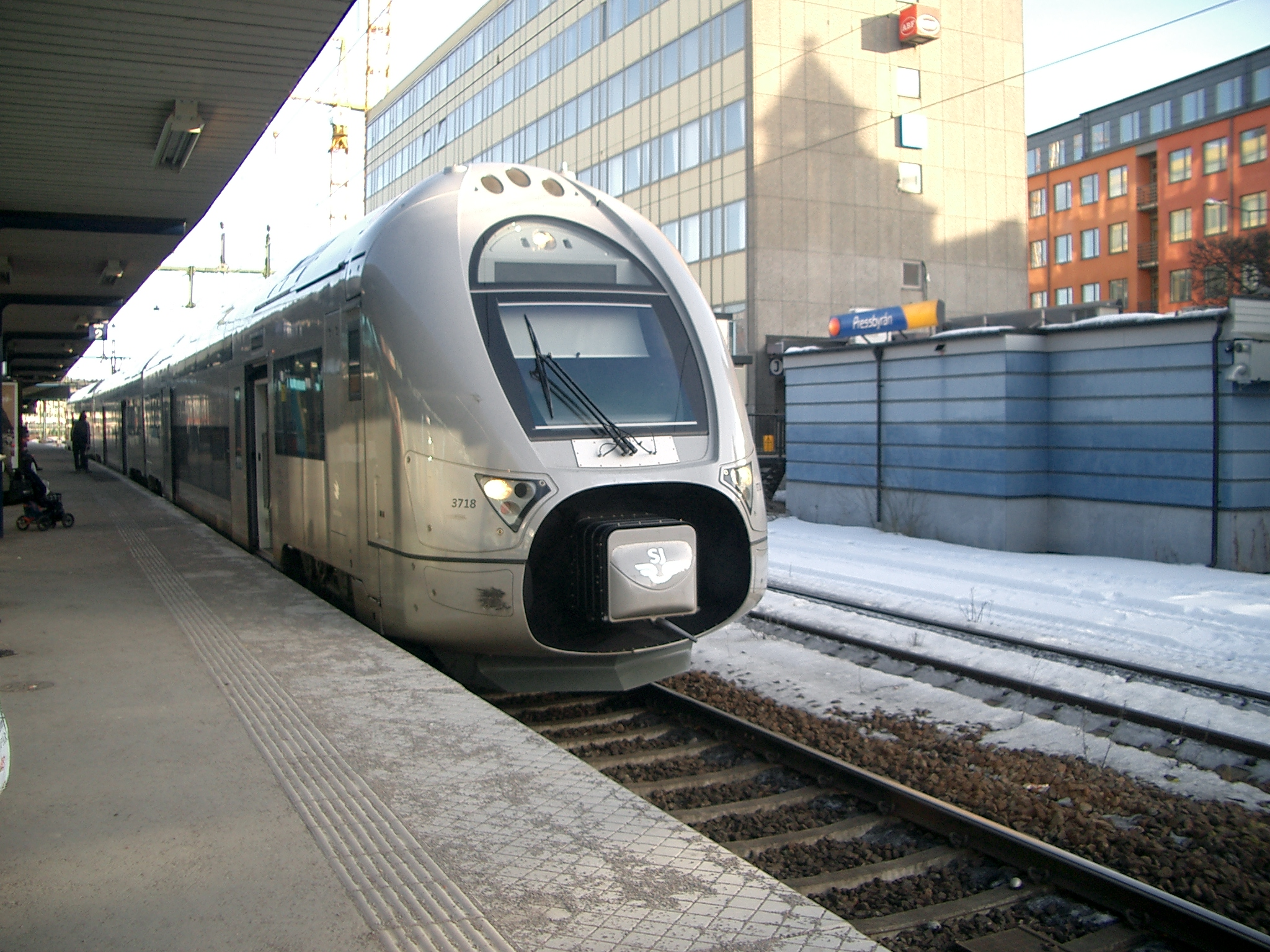
瑞典铁路X40列车1982年投入运行，是瑞典的第一种双层列车。
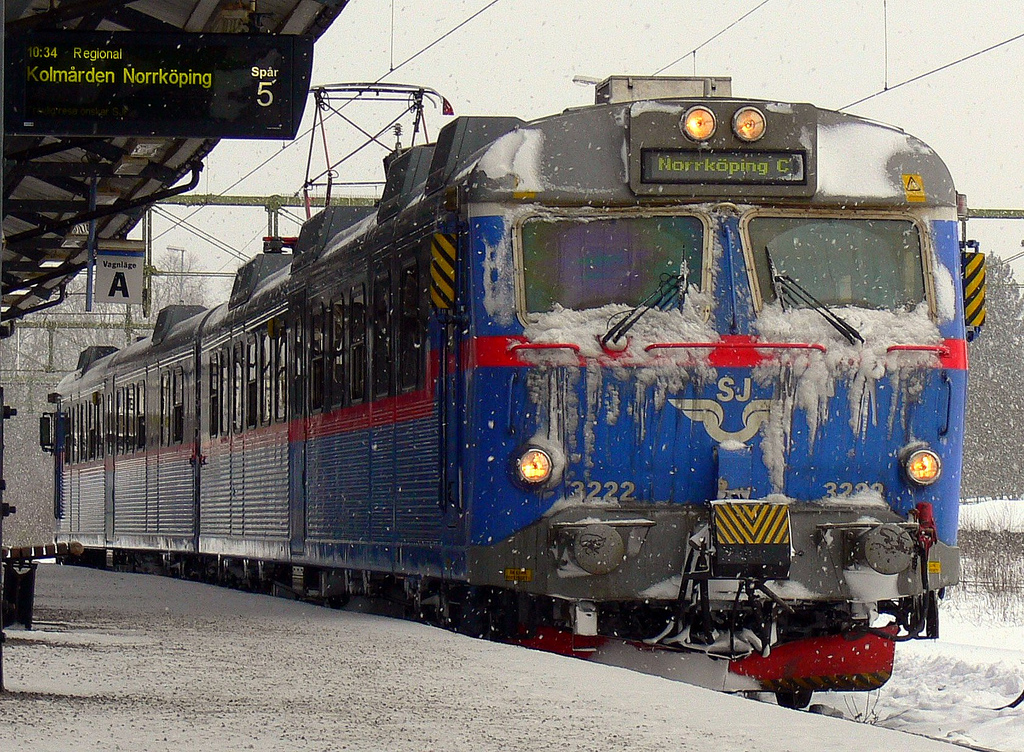
瑞典铁路电力機车组，位于Nyköping.